# Starina Novak
Starina Novak (en serbio cirílico Старинa Новак, en rumano: Baba Novac, en búlgaro: Баба Новак, que significa "Viejo Novak") fue un haiduque serbio (bandolero y rebelde) que se distinguió en muchas batallas en contra del Imperio Otomano. Es considerado héroe nacional tanto por los serbios como por los rumanos.

## Primeros años
Novak nació alrededor de 1530 en el pueblo de Poreč, en una isla del Danubio, en el valle de Timok, que para ese momento era parte del Imperio Otomano (en la actualidad Donji Milanovac, Serbia). Descendía de una familia Timok. Estudió en el monasterio de Poreč y dominaba tanto el serbio como el antiguo eslavo. También hablaba rumano y griego.[cita requerida]

## Carrera militar
Novak empezó su carrera como haiduque a temprana edad después de que haber sido enviado a prisión donde una golpiza por parte de turcos le tumbó todos los dientes (de ahí el nombre de Viejo Novak),[cita requerida] lo que lo llevó a dejar su pueblo natal y a refugiarse en los bosques del valle de Timok, donde rápidamente aprendió a usar armas y técnicas militares de un harambaša (comandante) haiduque. Pronto formó su propia četa (banda de haiduques) y dio inicio a una violenta lucha en contra de los otomanos. Su fuerte personalidad y su destreza militar le ganaron muchos seguidores y su guerrilla se convirtió en una fuerte fuerza de combate.
La mención más antigua que se hace de Novak es de 1595, cuando se le menciona entre las tropas de Miguel el Valiente, príncipe de Valaquia. Novak se unió a las fuerzas de Miguel en la región de Banato y recibió el rango de capitán con 2.000 haiduques (bandoleros) serbios a su mando, determinados a liberar las tierras de Valaquia. Sus fuerzas participaron en la toma de Călugăreni y liberaron las ciudades de Târgoviște, Bucarest y Giurgiu en octubre de 1595. Sus tropas participaron en el ataque a Sofía (en Bulgaria), que le valió gran reputación cuando él y sus 700 soldados engañaron a los turcos cambiando de ruta por entre las montañas de los Balcanes y atacando por sorpresa a las fuerzas turcas, dejando atrás a ocho de sus soldados y capturando grandes cantidades de ganado y de suministros de los otomanos. Con 1.500 soldados, liberó luego Pleven.
En 1598, sus considerables fuerzas, compuestas principalmente por serbios pero también por algunos búlgaros, se reunieron con las fuerzas restantes de Miguel el Valiente, sumando un total de 16.000 hombres armados. Liberaron a Pleven, Rájovo, Vratsa, Vidin y Florentin, tras lo cual los serbios y búlgaros de esas ciudades se unieron a sus fuerzas a celebrar un festín. En 1599, un ejército de más de 50.000 hombres bajo el mando de Bordj Mako se reunió con las tropas de Novak en Ploiești, en un cuadro con 5-6 filas en el centro, antes de capturar la ciudad de Sibiu. En 1600, sus tropas se desplegaron en Banato. Luego recibió órdenes de liberar todas las tierras del sur, parte también de las insurrecciones en Mirăslău y ciudades cercanas. Novak siguió a Miguel a Viena en diciembre de 1600.
Pretendía entregarles las fortalezas de Lugoj y Caránsebes a los turcos, pero sus intenciones fueron desveladas a tiempo. Por esta razón, Novak fue acusado de traición por su aliado, convertido en rival, Giorgio Basta y fue enviado a las autoridades húngaras en Cluj (Kolozsvár), y condenado a la hoguera. La ejecución tuvo lugar el 5 de febrero de 1601. La hoguera que habría de ser la muerte de Novak, así como la de dos de los capitanes de Miguel, Joan Celeste y Savi Armašulu, y algunos sacerdotes sajones, fue preparada por gitanos. Después de ser quemados vivos entre 1 y 5 horas (se le arrojaba agua a los cuerpos para que la muerte fuera más lenta), los cuerpos fueron empalados y los cuervos comieron de sus cadáveres. Miguel no sabía sobre la ejecución y se enteró de ella solo al pasar por Cluj a principios de agosto de 1601, izando entonces una bandera en el lugar. Giorgio Basta ordenó luego el asesinato de Miguel, que tuvo lugar cerca de Câmpia Turzii el 9 de agosto de 1601.

## Poesía épica
Starina Novak es venerado como héroe en la poesía épica serbia, como la figura central en poemas como Starina Novak i knez Bogosav, Starina Novak i deli Radivoje, y otros. Algunos poemas confunden a Starina Novak con un comandante militar más antiguo, Novak Debelić, un noble del siglo XV, de forma que puede afirmarse que el personaje de Starina Novak en la poesía épica incluye de hecho a dos individuos.

## Legado
Calles en las ciudaes de Constanza, Cluj-Napoca, Craiova, Bucarest, Brașov y Belgrado llevan su nombre.
La canción Baba Novak de la banda rumana Transsylvania Phoenix trata sobre él.
En Serbia, una sección del barrio de Palilula en Belgrado está dedicada a Starina Novak. También llevan su nombre la calle, una comunidad local (una unidad administrativa submunicipal), una escuela primaria fundada en 1922 y un parque. El área que hoy ocupa el parque fue llamada Plaza Starina Novak hasta 1954. En octubre de 2017, la administración de la ciudad anunció que se erigirá un monumento a Starina Novak en el parque.